# Zentrales Vorsorgeregister

Aktuelles Logo

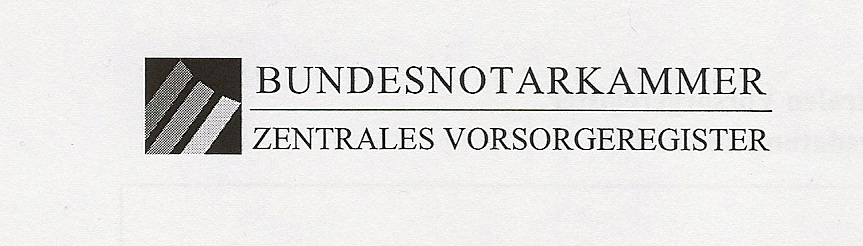
Früheres Logo

Das Zentrale Vorsorgeregister (ZVR) erfasst Vorsorgevollmachten, Betreuungsverfügungen und Patientenverfügungen. Die Registrierung dient dazu, das Verfahren zur Bestellung eines Betreuers durch das Betreuungsgericht zu vermeiden (falls eine Vorsorgevollmacht vorliegt) oder die Auswahl einer geeigneten Person als Betreuer zu erleichtern (falls eine Betreuungsverfügung vorliegt). Außerdem dient es dazu, festzustellen, ob eine Patientenverfügung erstellt wurde. Auch Widersprüche gegen das Ehegattennotvertretungsrecht (§ 1358 BGB) können dort registriert werden.
Das ZVR wird seit dem Jahr 2003 von der Bundesnotarkammer betrieben. Registriert wurden dabei bis Ende 2019 Urkunden von mehr als 4,6 Mio. Personen. 

## Entstehung
Aufgebaut wurde das Zentrale Vorsorgeregister von der Bundesnotarkammer. Es erfasste ursprünglich nur notariell beurkundete Vorsorgevollmachten. Seit 1. März 2005 können infolge einer Änderung der Bundesnotarordnung (§§ 78a ff. BNotO) und Erlass der Vorsorgeregister-Verordnung auch privatschriftliche Vorsorgevollmachten online registriert werden. Seit 1. September 2009 können auch Betreuungsverfügungen registriert werden. Seit 1. Januar 2023 können Patientenverfügungen auch dann registriert werden, wenn keine Vorsorgevollmacht oder Betreuungsverfügung vorliegt. Außerdem können Widersprüche gegen das zum 1. Januar 2023 eingeführte Ehegattennotvertretungsrecht (§ 1358 BGB) registriert werden.

## Registrierung
Das Zentrale Vorsorgeregister erfasst zur Vermeidung unnötiger und unerwünschter gesetzlicher Betreuungen die erforderlichen Informationen über die jeweilige Vorsorgeurkunde. Vorsorgeurkunden sind
- Vorsorgevollmachten,
- Betreuungsverfügungen,
- Patientenverfügung.

Als relevante Daten werden der Name des Vollmachtgebers bzw. Erklärenden, der Umfang der Vollmacht sowie die Daten der jeweiligen Vertrauensperson gespeichert.
Die Vorsorgeurkunde selbst wird bei der Bundesnotarkammer nicht hinterlegt. Genauso ersetzt die Registrierung auch nicht die Erteilung der Vollmacht selbst. 
Um schwierige rechtliche Fragen beim Abfassen einer Vorsorgeurkunde zu klären, empfiehlt es sich, einen Notar oder Rechtsanwalt zu Rate zu ziehen. 
Bei Registrierung wird dem Vorsorgenden eine scheckkartengroße Karte ("ZVR-Card") erteilt, mit der auf die Vorsorgeurkunde und die Vertrauensperson oder Vertrauenspersonen hingewiesen wird.
Das Zentrale Vorsorgeregister wird im Bedarfsfall vom zuständigen Gericht abgefragt. Private Dienstleister, die entsprechende Registrierungen gegen Entgelt anbieten, werden vom zuständigen Gericht dagegen nicht kontaktiert.
Seit 1. Januar 2023 ist es auch Ärzten möglich, das Vorsorgeregister abzufragen.

## Information des Bevollmächtigten
Die ausgewählte Vertrauensperson wird nach Registrierung schriftlich benachrichtigt und über die sie betreffenden gespeicherten Daten informiert. Dies dient dem Schutz des Rechts auf informationelle Selbstbestimmung. Es erfolgt dabei ein Hinweis darauf, dass ein Anspruch auf Löschung der Daten besteht.

## Rechtswirkungen einer Registrierung
Die Eintragung der Vorsorgeurkunde im Register ersetzt nicht die Erteilung der Vollmacht selbst. Bestehen und Umfang der Vollmacht sind von der Registrierung absolut unabhängig. Genauso wird auch bei Registrierung keine inhaltliche Überprüfung vorgenommen und mit der Registrierung kein Rechtsscheintatbestand geschaffen.